# Downtown (chanson de Macklemore et Ryan Lewis)
Pour les articles homonymes, voir Downtown.
Downtown est une chanson du duo Macklemore et Ryan Lewis featuring Eric Nally du groupe Foxy Shazam (en), Melle Mel, Kool Moe Dee et Grandmaster Caz.
Le single est issu de l'album This Unruly Mess I've Made (2016).
Le clip de la chanson a atteint plus de 200 millions de vues depuis sa mise en ligne.